# Región de Singida
Singida es una de las treintaiuna regiones administrativas en las que se encuentra dividida la República Unida de Tanzania. Su capital es la ciudad de Singida.

## Distritos
Esta región se encuentra subdividida internamente en unos cuatro distritos a saber:
- Iramba
- Manyoni
- Singida
- Singida

## Territorio y población
La región de Singida abarca una superficie de 49.340 kilómetros cuadrados. Su población, según los datos del censo de 2022, era de 2.008.058 personas. La densidad poblacional es, por consiguiente, de 40'7 habitantes por kilómetro cuadrado.
- Datos: Q153326
- Multimedia: Singida Region / Q153326